# Ashburton (stad)
Ashburton (Maori: Hakatere) is een stad in de regio Canterbury op het Zuidereiland van Nieuw-Zeeland. Ashburton ligt aan "Highway 1" 86 km ten zuiden van Christchurch.
In Ashburton staat de fabriek van Designline, de enige busfabrikant van Nieuw-Zeeland. Het staat bekend als een sterk conservatieve stad, zonder nachtleven. Ashburton wordt om die reden weleens cynisch Ash Vegas en Ashboring genoemd.

## Geboren
- Tessa Birnie (1934-2008), pianiste
- Hayden Roulston (10 januari 1980), wielrenner